# Борінська
Бо́рінська (рос. Боринская) — присілок у складі Афанасьєвського району Кіровської області, Росія. Входить до складу Ічетовкінського сільського поселення.
Населення становить 13 осіб (2010, 21 у 2002).
Національний склад станом на 2002 рік — росіяни 100 %.